# Дьяково (Рамешковский район)
Дьяково — деревня в Рамешковском районе Тверской области.

## География
Находится в восточной части Тверской области на расстоянии приблизительно 22 км на юг-юго-восток по прямой от районного центра поселка Рамешки.

## История
Известна была с конца XVI века как владение Симеона Бекбулатовича с 7 дворами. В 1859 году было 38 дворов, в 1887 — 61, в 2001 — 31 дом местных жителей и 20 собственность наследников и дачников. В советское время работал колхоз «Красный партизан». До 2021 входила в сельское поселение Ведное Рамешковского района до их упразднения.

## Население
Численность населения: 270 человек (1859 год), 351(1887), 71 (1942), 45 (русские 96 %) в 2002 году, 55 в 2010.